# Svobodni občinski konzorcij Enna
Svobodni občinski konzorcij Enna (v italijanskem izvirniku Libero consorzio comunale di Enna [èna]) je ena od devetih upravno-ozemeljskih enot italijanske dežele Sicilije. Nadomestil je pokrajino Enna (provincia di Enna) po ukinitvi sicilskih pokrajin leta 2015. Meji na severu z metropolitanskim mestom Messina, na vzhodu z metropolitanskim mestom Catania, na jugu z metropolitanskim mestom Catania in občinskim konzorcijem Caltanissetta ter na zahodu z občinskim konzorcijem Caltanissetta in metropolitanskim mestom Palermo.

## Večje občine
Glavno mesto je Enna, ostale večje občine so (podatki 31.12.2007):
| Občina           | Prebivalcev |
| ---------------- | ----------- |
| Enna             | 28.091      |
| Piazza Armerina  | 20.754      |
| Nicosia, Italija | 14.752      |
| Leonforte        | 14.022      |
| Barrafranca      | 13.079      |

## Naravne zanimivosti
V pokrajini je osem večjih jezer, a samo eno od teh je naravno, in sicer Pergusa, ki je tudi zaščiteno. Znano je predvsem po istoimenskem avtomobilskem dirkališču, ki ga obkroža. Vsa ostala jezera so nastala z zajezitvijo rek in hudournikov za preskrbo pitne vode in namakanje polj.
Seznam zaščitenih področij v pokrajini:
- Krajinski park Nebrodi (Parco dei Nebrodi)
- Naravni rezervat Vallone di Piano della Corte (Riserva naturale orientata Vallone di Piano della Corte)
- Naravni rezervat Monte Capodarso e Valle dell'Imera Meridionale (Riserva naturale orientata Monte Capodarso e Valle dell'Imera Meridionale)
- Naravni rezervat Monte Altesina (Riserva naturale orientata Monte Altesina)
- Naravni rezervat Sambuchetti-Campanito (Riserva naturale orientata Sambuchetti-Campanito)
- Naravni rezervat Rossomanno-Grottascura-Bellia (Riserva naturale orientata Rossomanno-Grottascura-Bellia)
- Naravni rezervat Lago di Pergusa (Riserva naturale speciale Lago di Pergusa)

## Zgodovinske zanimivosti
Zanimiv je razvoj imena glavnega mesta pokrajine, ki zgovorno odraža vso njeno zgodovino. Prvotni prebivalci so bili Sikani, ki so v trinajstem stoletju pr. n. št. bežali pred vulkanskimi izbruhi Etne v notranjost otoka. Zgradili so mesto na visoki pečini (931 m nadmorske višine) v samem središču Sicilije, ga utrdili in vojaško opremili. Imenovali so ga En-naan, kar je pomenilo Lepi kraj. Pleme Sikulov je dolgo oblegalo trdnjavo, a po mnogih neuspehih je bil sklenjen mir in s časom sta se plemeni združili. Tudi Grki, ki so prišli pet stoletij pozneje in so se znašli v bogati in napredni deželi, so se postopoma asimilirali, toda ostal je globok doprinos njihove kulture. Mesto je dobilo ime Henna. Okoli leta 300 je prišlo pod Sirakužane in leta 212 pr n. št. so ga po krvavi bitki in z zvijačo zavzeli Rimljani. Imenu Henna je bil dodeljen naziv urbs inespugnabilis, to je nepremagljivo mesto. Tudi Bizantinci, ki so leta 535 nasledili Rimljane, so namestili v mesto močno vojaško garnizijo. Ko so prišli Arabci, je niso izvojevali, a mesto se je vdalo, ko je ostalo zadnja nepremagana točka Sicilije. Arabci so mu dali ime Qasr-yannih, kar pomeni Trdnjava Henna. Leta 1087 ga je emir Ibn Hamud izročil Normanom, ki so ime "predelali" v Castrogiovanni [kastrodžovàni] in mu s tem dali pomen Janezov tabor. Ime je ostalo do leta 1927, ko je postalo glavno mesto nove pokrajine in je prevzelo starodavno ime Enna.